# Marrakesch-Tensift-Al Haouz
Marrakesch-Tensift-Al Haouz (arabisch مراكش تانسيفت حاوز, Zentralatlas-Tamazight ⵎⵕⵕⴰⴽⵛ ⵜⴰⵏⵙⵉⴼⵜ ⵍⵃⴰⵡⵣ) war bis zur Verwaltungsreform von 2015 eine der 16 Regionen Marokkos und lag im Südwesten des Königreichs. Die Hauptstadt der Region war Marrakesch.
Die Region bestand aus der Präfektur Marrakesch und folgenden fünf Provinzen:
- Al Haouz
- Chichaoua
- El Kelaâ des Sraghna
- Essaouira
- Rehamna

Alle fünf Provinzen und die Präfektur Marrakesch gehören seit 2015 zur Region Marrakesch-Safi.